# TG400型柴油机车
TG400型柴油机车（俄语：ТГ400）是苏联于1960年代初向联邦德国（西德）亨舍尔公司订购的一种液力传动柴油机车。
1960年代初，西德是当时世界上最积极发展液力传动柴油机车的国家之一，柴油机和液力传动技术也处于世界领先水平，并开始研制4000马力等级的大功率柴油机车。苏联为了引进西德的先进技术，于1962年向亨舍尔公司订购一台4000马力干线客运用液力传动柴油机车，并定型为TG400型，其中“T”代表柴油机车（тепловоз）、“G”代表液力传动（гидравлической）。后来配属十月铁路局使用。

## 参看
- V320型柴油机车
- ML4000型柴油机车
- NY5型柴油机车